# Amina Muaddi
 (août 2023).
La mise en forme du texte ne suit pas les recommandations de Wikipédia : il faut le « wikifier ».
Les points d'amélioration suivants sont les cas les plus fréquents. Le détail des points à revoir est peut-être précisé sur la page de discussion.
- Les titres sont pré-formatés par le logiciel. Ils ne sont ni en capitales, ni en gras.
- Le texte ne doit pas être écrit en capitales (les noms de famille non plus), ni en gras, ni en italique, ni en « petit »…
- Le gras n'est utilisé que pour surligner le titre de l'article dans l'introduction, une seule fois.
- L'italique est rarement utilisé : mots en langue étrangère, titres d'œuvres, noms de bateaux, etc.
- Les citations ne sont pas en italique mais en corps de texte normal. Elles sont entourées par des guillemets français : « et ».
- Les listes à puces sont à éviter, des paragraphes rédigés étant largement préférés. Les tableaux sont à réserver à la présentation de données structurées (résultats, etc.).
- Les appels de note de bas de page (petits chiffres en exposant, introduits par l'outil «  Source ») sont à placer entre la fin de phrase et le point final[comme ça].
- Les liens internes (vers d'autres articles de Wikipédia) sont à choisir avec parcimonie. Créez des liens vers des articles approfondissant le sujet. Les termes génériques sans rapport avec le sujet sont à éviter, ainsi que les répétitions de liens vers un même terme.
- Les liens externes sont à placer uniquement dans une section « Liens externes », à la fin de l'article. Ces liens sont à choisir avec parcimonie suivant les règles définies. Si un lien sert de source à l'article, son insertion dans le texte est à faire par les notes de bas de page.
- La présentation des références doit suivre les conventions bibliographiques. Il est recommandé d'utiliser les modèles {{Ouvrage}}, {{Chapitre}}, {{Article}}, {{Lien web}} et/ou {{Bibliographie}}. Le mode d'édition visuel peut mettre en forme automatiquement les références.
- Insérer une infobox (cadre d'informations à droite) n'est pas obligatoire pour parachever la mise en page.

Pour une aide détaillée, merci de consulter Aide:Wikification.
Si vous pensez que ces points ont été résolus, vous pouvez retirer ce bandeau et améliorer la mise en forme d'un autre article.
 (juillet 2023).
Amina Muaddi est une créatrice de mode jordano-roumaine.

## Biographie
Amina Muaddi est née en Roumanie d'un père jordanien et d'une mère roumaine. Peu de temps après sa naissance, sa famille a déménagé à Amman. Ses parents se séparent quand elle a six ans et elle retourne en Roumanie avec sa mère, où elle passe la majeure partie de son enfance.[réf. nécessaire]
Après avoir terminé ses études à l'Institut européen de design de Milan, elle travaille comme assistante styliste pour Condé Nast, Vogue Italie, L'Uomo Vogue puis pour le magazine GQ à New York,,. Du fait de son intérêt pour la conception de chaussures, Amina Muaddi s'installe à Riviera del Brenta pour en apprendre le métier, en travaillant avec des artisans et des fournisseurs du quartier historique de la fabrication de chaussures en Italie.
À son retour à Milan en 2013, elle co-fonde la marque de luxe Oscar Tiye qui est présentée cette année-là lors de la Fashion Week de Milan. Elle s'installe ensuite à Paris et travaille avec Alexandre Vauthier en tant que designer sur sa ligne de chaussures,. En 2017, Amina Muaddi quitte Oscar Tiye et lance sa marque éponyme en août 2018. Ses accessoires sont portés par des personnalités comme Bella et Gigi Hadid, Kim Kardashian, Kylie Jenner, et Rihanna. Fin 2019, Amina Muaddi est mandatée par Rihanna pour concevoir des chaussures pour sa marque Fenty. La première collection est lancée en juillet 2020. En décembre 2020, elle collabore avec le rappeur A$AP Rocky et son agence de création AWGE sur une collection capsule de chaussures.
Elle a été membre du jury du Vogue Arabia Fashion Prize 2020.

## Vie privée
Amina Muaddi est en couple avec l'humoriste français Fary.

## Prix
- Footwear News Achievement Awards : Prix du lancement de l'année (2018) [16]
- Footwear News Achievement Awards : Créateur de l'année (2019) [16]
- Février 2023 : Prix Neiman Marcus pour l'innovation dans le domaine de la mode[17]